# Karate-Weltmeisterschaften 1994
Die zwölften Karate-Weltmeisterschaften fanden 1994 in Kota Kinabalu, Malaysia statt.

## Medaillen

### Männer
| Disziplin          | Gold              | Silber                 | Bronze                   |
| ------------------ | ----------------- | ---------------------- | ------------------------ |
| Kata Herren        | Michaël Milon     | Ryoki Abe              | Luis Maria Sanz          |
| Kata Team          | Japan             | Frankreich             | Peru                     |
| Kumite bis 60 kg   | Damien Dovy       | Hakan Yağlı            | Mehdi Amouzadeh          |
| Kumite bis 60 kg   | Damien Dovy       | Hakan Yağlı            | Enrique Azarcon          |
| Kumite bis 65 kg   | Teruchika Ito     | Daniele Simmi          | Mark Golding             |
| Kumite bis 65 kg   | Teruchika Ito     | Daniele Simmi          | Michaël Braun            |
| Kumite bis 70 kg   | Shizuo Shiina     | Romain Anselmo         | Samad Azadi              |
| Kumite bis 70 kg   | Shizuo Shiina     | Romain Anselmo         | Klemen Stanovnik         |
| Kumite bis 75 kg   | Daniel Devigili   | Kosta Sariyannis       | Junichi Watanabe         |
| Kumite bis 75 kg   | Daniel Devigili   | Kosta Sariyannis       | Mikko Ruotsalainen       |
| Kumite bis 80 kg   | Davide Benetello  | Dudley Josepa          | Gabriel Berg             |
| Kumite bis 80 kg   | Davide Benetello  | Dudley Josepa          | Gilles Cherdieu          |
| Kumite über 80 kg  | Alain Le Hétet    | Yasumasa Shimizu       | Sedat Cengiz             |
| Kumite über 80 kg  | Alain Le Hétet    | Yasumasa Shimizu       | Fernando García          |
| Kumite offen ippon | Manabu Takenouchi | Enver Idrizi           | Christophe Pinna         |
| Kumite offen ippon | Manabu Takenouchi | Enver Idrizi           | Óscar Olivares           |
| Team               | Frankreich        | Vereinigtes Königreich | Finnland                 |
| Team               | Frankreich        | Vereinigtes Königreich | Niederländische Antillen |

### Damen
| Event             | Gold            | Silber                 | Bronze          |
| ----------------- | --------------- | ---------------------- | --------------- |
| Kata Damen        | Hisami Yokoyama | Cinzia Coloaicomo      | Danielle Lamond |
| Kata Team         | Japan           | Italien                | Spanien         |
| Kumite bis 53 kg  | Sari Laine      | Jillian Toney          | Hiromi Hasama   |
| Kumite bis 53 kg  | Sari Laine      | Jillian Toney          | Robyn Choi      |
| Kumite bis 60 kg  | Mayumi Baba     | Monique Amghar         | Carmen García   |
| Kumite bis 60 kg  | Mayumi Baba     | Monique Amghar         | Leyla Gedik     |
| Kumite über 60 kg | Sandra Louw     | Lourene Bevaart        | Nurhan Fırat    |
| Kumite über 60 kg | Sandra Louw     | Lourene Bevaart        | Rosa Ortega     |
| Team              | Spanien         | Vereinigtes Königreich | Brasilien       |
| Team              | Spanien         | Vereinigtes Königreich | Frankreich      |

## Medaillenspiegel
| Rang  | Land                     | Gold | Silber | Bronze | Gesamt |
| ----- | ------------------------ | ---- | ------ | ------ | ------ |
| 1     | Japan                    | 7    | 2      | 2      | 11     |
| 2     | Frankreich               | 4    | 3      | 4      | 11     |
| 3     | Italien                  | 1    | 3      | 0      | 4      |
| 4     | Spanien                  | 1    | 0      | 6      | 7      |
| 5     | Finnland                 | 1    | 0      | 2      | 3      |
| 6     | Österreich               | 1    | 0      | 0      | 1      |
| 6     | Südafrika                | 1    | 0      | 0      | 1      |
| 8     | Vereinigtes Königreich   | 0    | 3      | 0      | 3      |
| 9     | Australien               | 0    | 1      | 3      | 4      |
| 9     | Türkei                   | 0    | 1      | 3      | 4      |
| 11    | Deutschland              | 0    | 1      | 1      | 2      |
| 11    | Niederländische Antillen | 0    | 1      | 1      | 2      |
| 13    | Kroatien                 | 0    | 1      | 0      | 1      |
| 14    | Brasilien                | 0    | 0      | 1      | 1      |
| 14    | Iran                     | 0    | 0      | 1      | 1      |
| 14    | Peru                     | 0    | 0      | 1      | 1      |
| 14    | Philippinen              | 0    | 0      | 1      | 1      |
| 14    | Slowenien                | 0    | 0      | 1      | 1      |
| 14    | Schweden                 | 0    | 0      | 1      | 1      |
| Total | Total                    | 16   | 16     | 28     | 60     |